# Мочуниги
Мочуниги (словен. Močunigi) — поселення в общині Копер, Регіон Обално-крашка, Словенія. Висота над рівнем моря: 421 м.